# Pseudoliparis amblystomopsis
Pseudoliparis amblystomopsis es una especie de peces babosos de la familia Liparidae, descritos por Andriashev en 1955.
En octubre de 2008, un equipo de investigadores del Oceanlab de la Universidad de Aberdeen, y del Instituto de Investigación Oceánica de la Universidad de Tokio descubrieron un cardumen de P. amblystomopsis a una profundidad de 7.700 metros en la fosa de Japón. Hasta esa fecha, son los peces vivos filmados a mayor profundidad.